# Kongens Nytorv

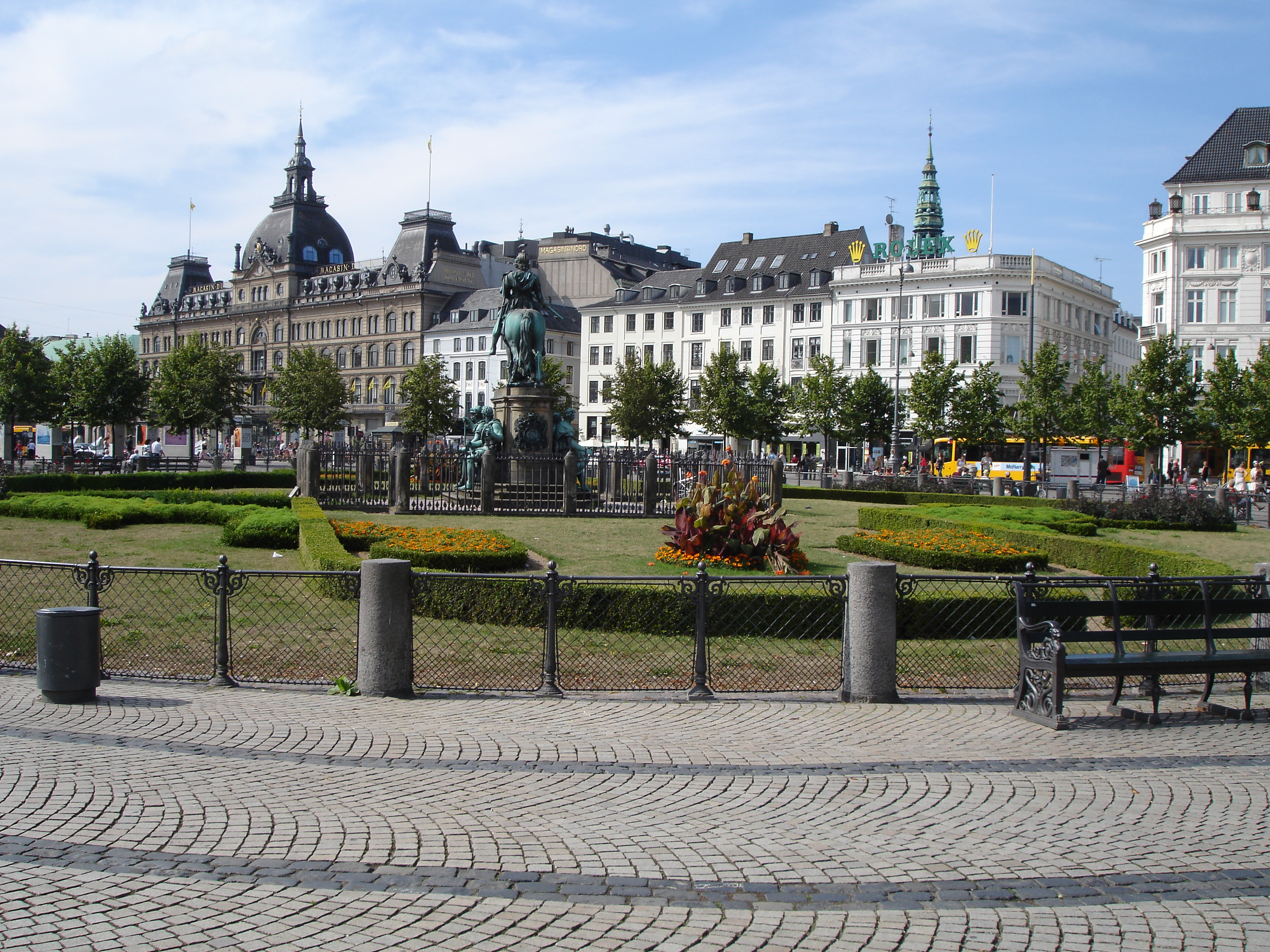
Kongens Nytorv.

Kongens Nytorv (literalmente, 'Nueva Plaza del Rey') es una plaza céntrica situada en Copenhague, Dinamarca, al final de la calle peatonal Strøget. Es la mejor plaza y la más grande de la ciudad, fue trazada por Cristián V en 1670 en relación con una extensión de la ciudad fortificada, y tiene una estatua ecuestre suya en el centro. La iniciativa trasladó el centro de la ciudad de la zona medieval alrededor de Gammeltorv, que en aquella época era un mercado medieval fangoso, a una nueva plaza adoquinada con un jardín, inspirada en el urbanismo de París a comienzos del siglo XVII.
Algunos edificios importantes en la plaza son el Palacio de Charlottenborg de 1671, el Palacio Thott de 1683 (en la actualidad la Embajada Francesa), y el Teatro Real de Copenhague de 1874.

## Historia

### Nuevo Copenhague
A comienzos del siglo XVII, la puerta este de la ciudad, Østerport, se situaba en las murallas del este de Copenhague, Østervold, que discurría por el borde occidental de la zona que se convertiría posteriormente en Kongens Nytorv. Esta puerta este de la ciudad estaba situada al final de la calle Østergade. Fuera de la puerta, un terreno ondulado se extendía hacia el mar. Como parte del ambicioso proyecto de Cristián IV para fortalecer Copenhague como un centro regional, quería duplicar la superficie de la ciudad fortificada. En 1606 adquirió 200 hectáreas de terreno fuera de Østerport. Para proteger este nuevo barrio, llamado Nuevo Copenhague (en danés, Ny København) o Ciudad de Santa Ana (en danés, Sankt Annæ By), comenzó la construcción de un reducto, el Puesto de Santa Ana (en danés, Sankt Annæ Skanse), en el lugar que posteriormente se convertiría en Kastellet. En 1627 se construyó una aduana en la zona. A comienzos de la década de 1640, se abandonó el antiguo Østervold en favor de las nuevas murallas más al norte, y la ubicación de Kongens Nytorv se decidió en 1647 con la construcción de la calle Godtersgade en 1647. Según un plan maestro creado por el ingeniero de fortificaciones Axel Urups, Kongens Nytorv iba a ser conectada al mar mediante un canal.

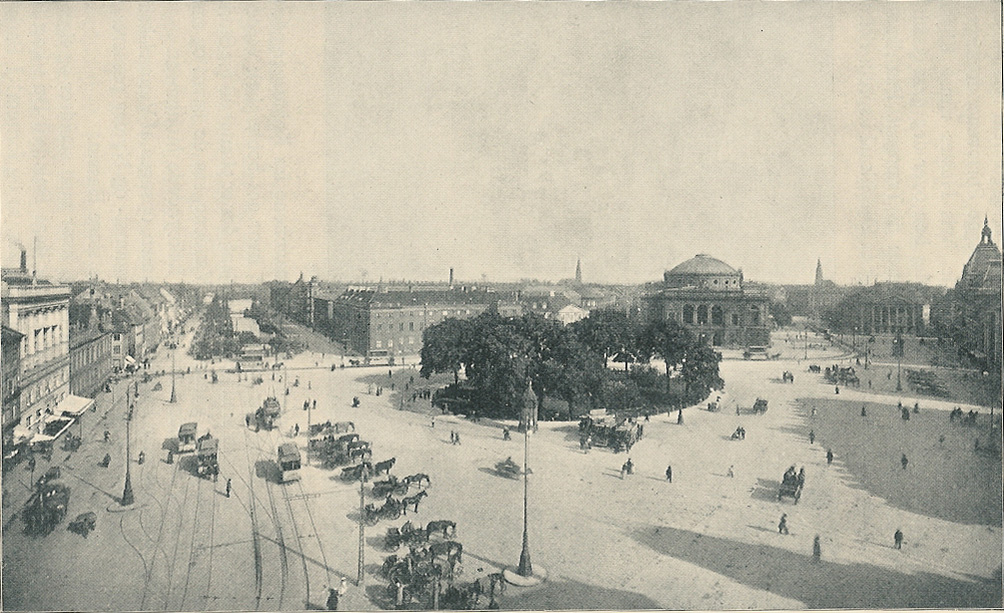
Vista de Kongens Nytorv en 1930.

En aquella época, bajo el reinado de Federico III, la zona era caótica. Estaba dominada por los restos de las antiguas murallas y montones de basura, y era casi intransitable cuando el tiempo la transformaba en una ciénaga fangosa. Debido a la topografía y a la obstrucción de las instalaciones, la zona era conocida popularmente como Hallandsåsen, una referencia a los macizos del mismo nombre que tenían que atravesarse cuando se viajaba a Escania y Halland.

### Trazado de Kongens Nytorv

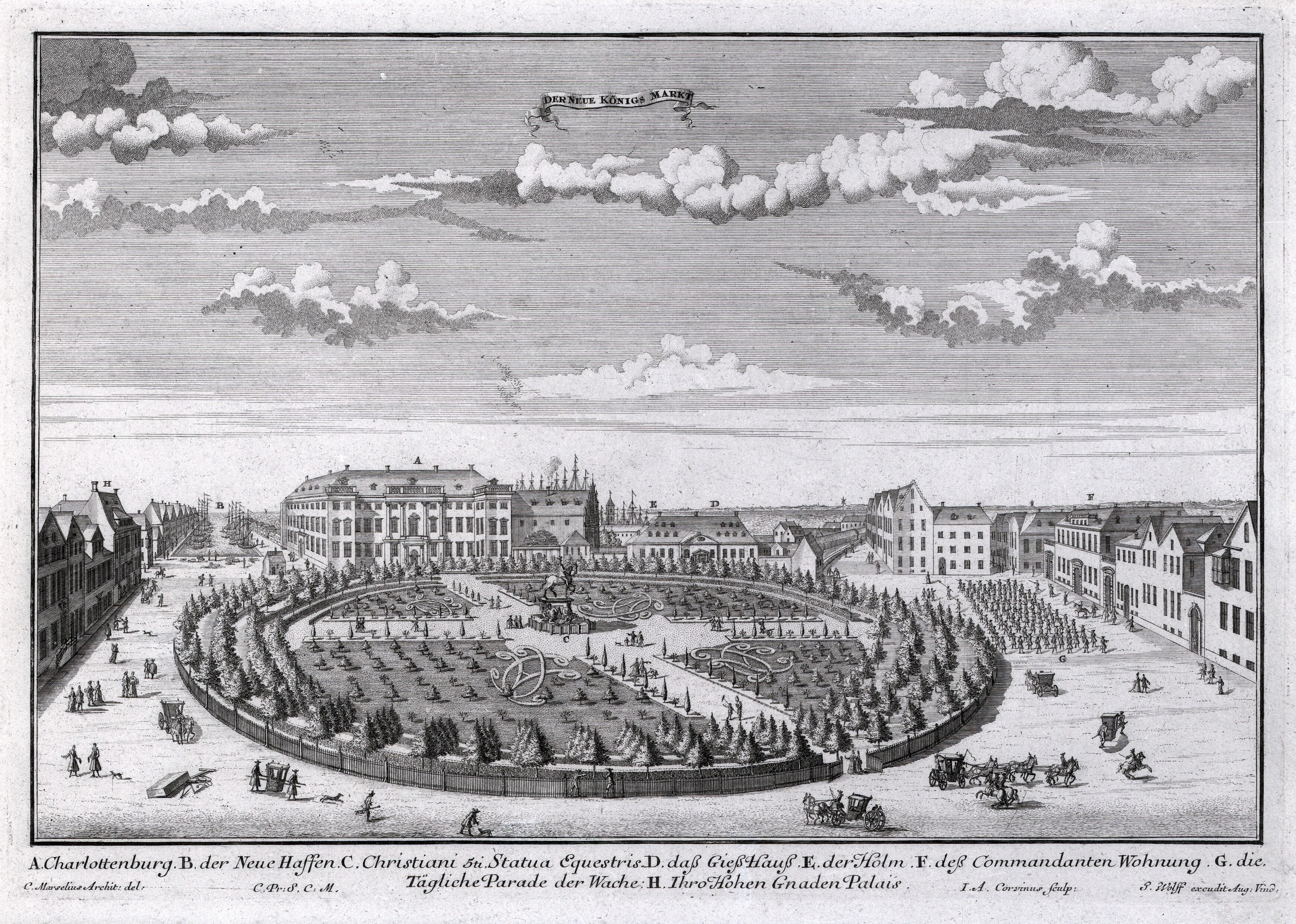
Der Neue Königs Markt. Calcografía de principios del siglo XVIII

Poco después de que Cristián V fuera coronado en 1670, decidió nivelar y adoquinar la plaza. Esta decisión se tomó principalmente por razones militares. Su ubicación era estratégica porque está a casi la misma distancia de todos los puntos de las murallas de la ciudad, lo que la hacen bien situada como una plaza central de alarma. Al mismo tiempo, la plaza iba a servir como la place royale, con inspiración francesa. Los terrenos alrededor de la plaza se repartieron entre los ciudadanos ricos interesados, incluidas personas de los nuevos rangos. Se exigía que los edificios de la plaza tuvieran al menos dos plantas y cumplieran ciertos estándares.
En 1688 se inauguró un jardín barroco con árboles alrededor de un parterre y una estatua ecuestre dorada de Cristián V en su centro. En 1747 Federico V reconstruyó toda la plaza como un campo de maniobras y celebraciones para las tropas del Rey hasta 1908, cuando la plaza fue transformada de nuevo en su diseño original.

## Elementos en la plaza

### Estatua ecuestre

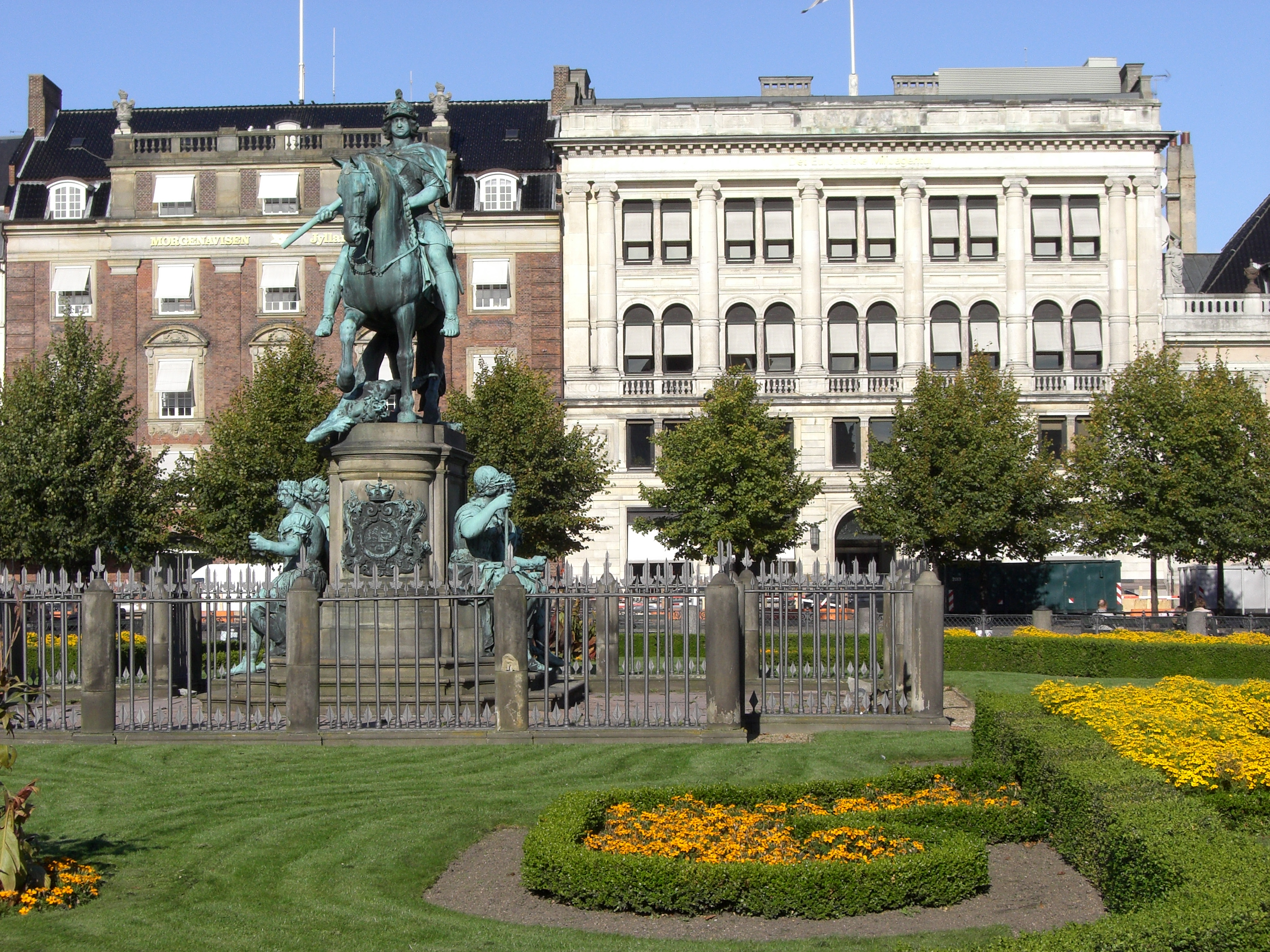
La estatua ecuestre de Cristián V.

La estatua ecuestre de Cristián V fue realizada por el escultor francés Abraham-César Lamoureux. Data de 1688 y es la estatua ecuestre más antigua de Escandinavia. Hecha originalmente de plomo dorado, fue refundida en bronce en 1939.
Con inspiración directa de la estatua ecuestre de Luis XIII erigida en el centro de la Place des Vosges de París en 1639, muestra al rey vestido como un emperador romano con una corona triunfal. En la base del plinto, Lamoureux situó cuatro estatuas alegóricas. Frente al Palacio de Charlottenborg están las estatuas de Minerva y Alejandro Magno, que representan la prudencia y la fortaleza, mientras que en el lado opuesto están las de Hércules y Artemisia, que personifican la fuerza y el honor.
Aunque Lamoureux representó el caballo en un aire semejante al trote, inspirándose en la estatua ecuestre de Marco Aurelio en la Colina Capitolina, el diseño causó problemas severos debido al metal blando usado. Por tanto, la escultura tuvo que ser reforzada. Lamoureux añadió la figura de un hombre desnudo agachado bajo la pezuña del caballo, que personifica la envidia, pero al mismo tiempo proporciona soporte al tronco del caballo, el punto más débil de la estatua. Sin embargo, con los siglos continuaron los problemas de la estatua, en particular con la pata delantera izquierda del caballo, y finalmente el Profesor Einar Utzon-Frank de la Academia Real de Bellas Artes de Dinamarca recibió el encargo de refundir la estatua en bronce, lo que hizo entre 1939 y 1942. La nueva estatua se inauguró el 22 de mayo de 1946.

### Jardín "Krinsen"
Krinsen es una antigua forma de la palabra danesa Krans, que significa círculo o corona. Es un parterre elíptico que rodea la estatua de Cristián V. La elipse era una forma geométrica muy utilizada en la época, por ejemplo la elipse en el pavimento alrededor de la estatua de Marco Aurelio en la Piazza del Campidoglio. Alrededor del parterre se plantaron dos hileras de árboles. En 1711 se remodeló el jardín, antes de que en 1747 se eliminara para hacer espacio a maniobras militares, y algunos árboles fueron desenterrados, dejando solo la estatua ecuestre. Estos árboles se reutilizaron en la construcción de la avenida Østre Allé. En 1855 y 1856 se plantaron nuevas hileras de olmos, pero en 1998 se estaban muriendo de grafiosis y fueron retirados. En 2001, se plantaron 80 tilos como parte de una importante renovación de la plaza.

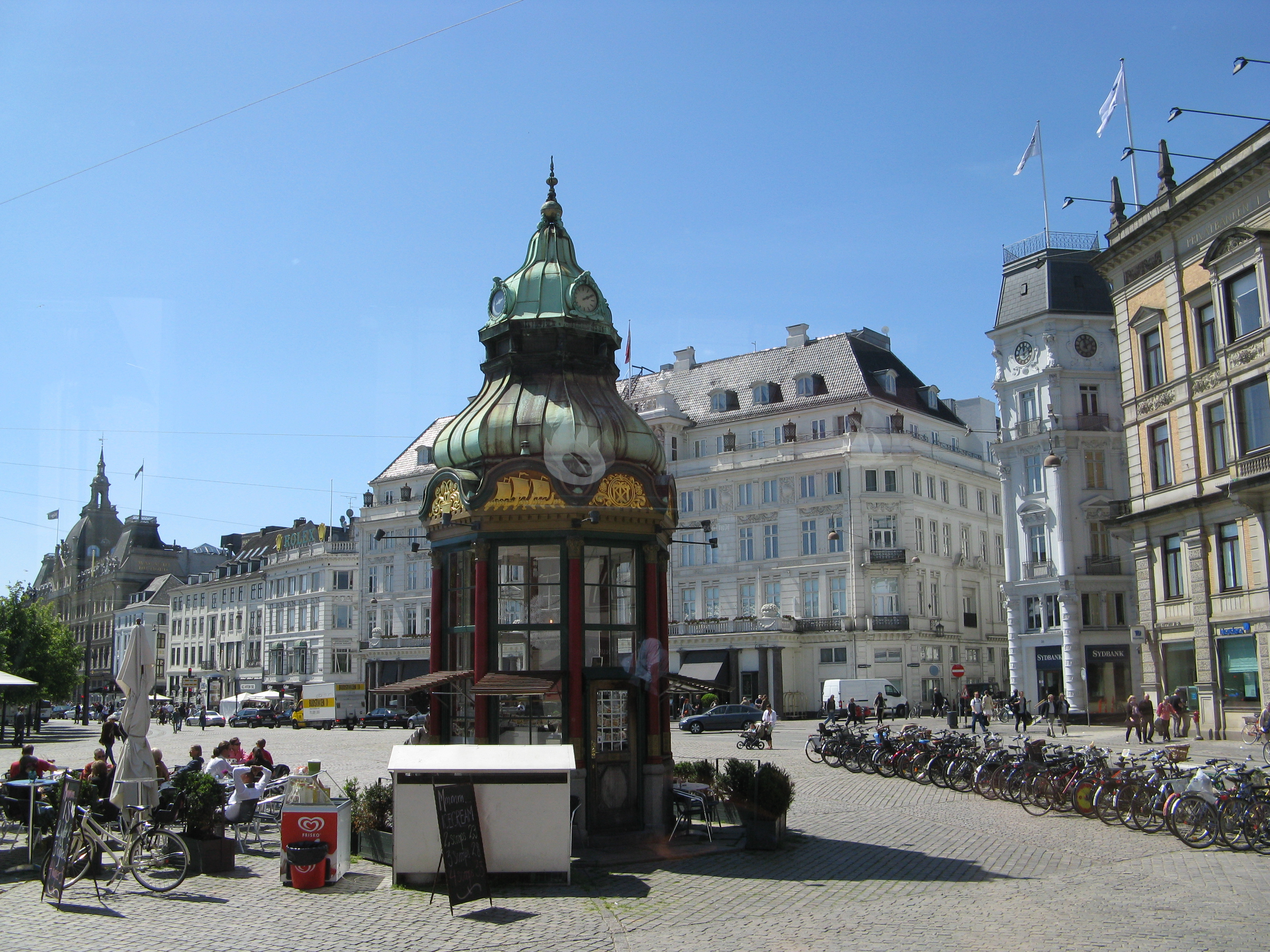
El antiguo quiosco.

### Antiguo quiosco
En la plaza hay un antiguo quiosco y cabina de teléfono de 1913. Está construido en estilo neobarroco con techo de cobre y ornamentación tallada a mano. También ofreció el primer teléfono público de Copenhague, desde donde se podía llamar todos los días, salvo el domingo, de las 10 de la mañana a las 8 de la tarde. En la actualidad contiene una pequeña cafetería con una terraza exterior.

## Edificios de la plaza
- Teatro Real de Copenhague, Nº 1 (construido en 1872–74)
- Palacio de Charlottenborg (construido en 1672-1683)
- Herdorff's House, Nº 3-5, (1780)
- Thott Palace, Nº 4, ahora alberga la Embajada de Francia (construido en 1683)
- 8 Kongens Nytorv, hasta 1979 sede de A. P. Moller-Maersk Group, después hasta 2010 albergó la oficina de Copenhague de Jyllands-Posten (Hans Næs, construido en 1908)
- Magasin du Nord, Nº 13, unos grandes almacenes (construido en 1893-94)
- Café a Porta, Nº 17, (construido en 1792)
- Lihmes Gård, Nº 18, (construido en 1787)
- Hviids Vinstue, Nº 19, la tavern más antigua de Copenhague (construido en 1767)
- 26 Kongens Nytorv, hasta 2003 sede de la Great Northern Telegraph Company (construido en 1893)
- Hotel D’Angleterre, Nº 34, (construido en 1874)
- Erichsens Palæ, sede de Danske Bank (construido en 1797-99)

## Uso

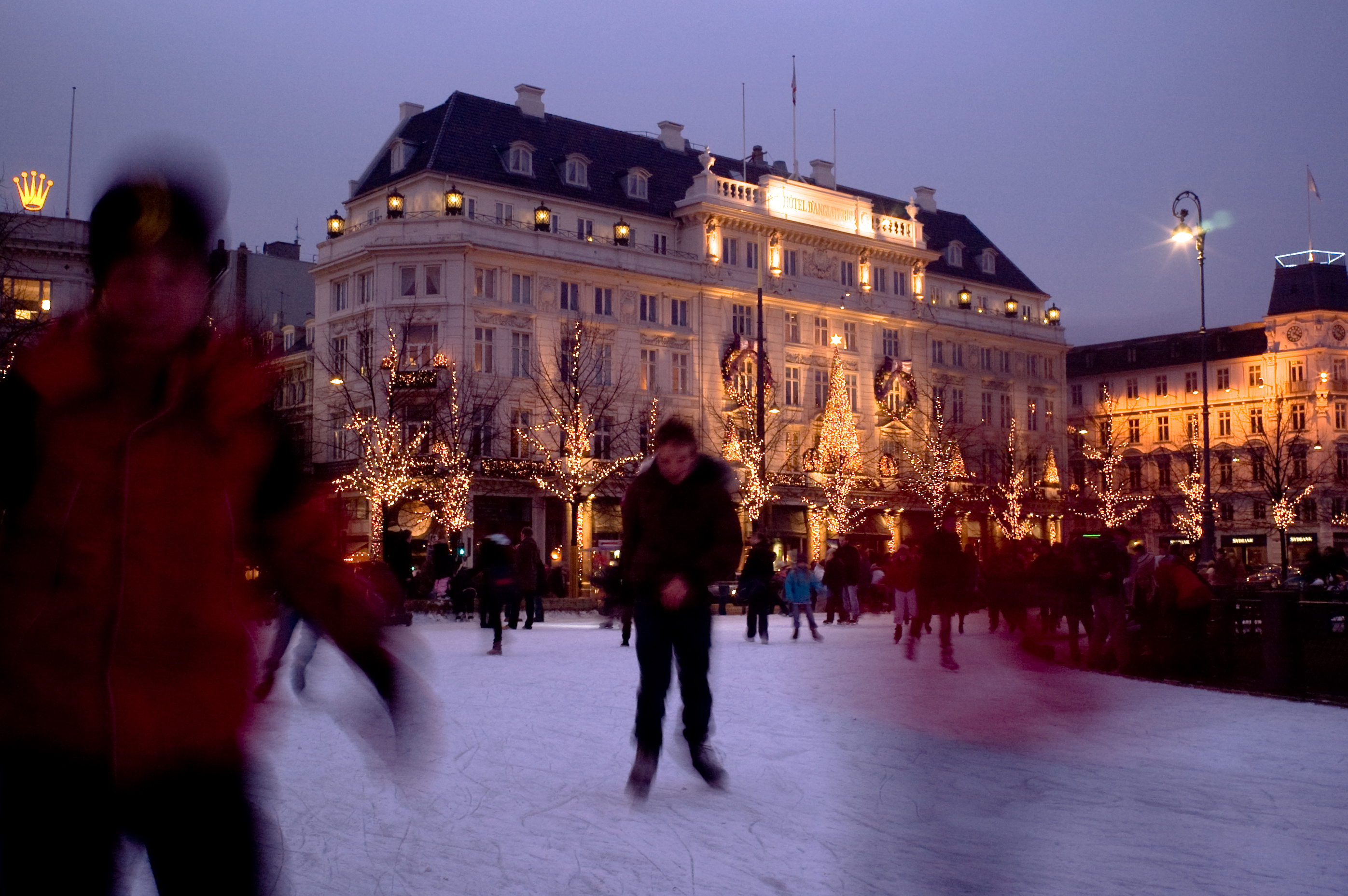
Patinadores en Kongens Nytorv.

### Espacio de exposiciones al aire libre
La plaza se usa frecuentemente como un espacio de exposiciones al aire libre, especialmente exposiciones de fotos.

### Pista de patinaje
En invierno se construye una pista de patinaje sobre hielo circular de 2200 m² alrededor de Krinsen. El patinaje es gratuito y está disponible el alquiler de patines de hielo.

### Celebraciones de graduación de institutos
Siguiendo una antigua tradición, los estudiantes de instituto de la zona de Copenhague, cuando se gradúan en junio, van a Kongens Nytorv en autobuses o carros tirados por caballos para bailar y correr alrededor de Krinsen, tirando sus gorras de graduación al aire para celebrar su graduación.